# Brjačislav I. Polocký
Brjačislav I. Izjaslavič (bělorusky Брачыслаў Ізяслававіч; 990 – 1044 Polock) byl polocký kníže, syn Izjaslava I. a vnuk sv. Vladimíra .

## Život
Ještě jako nezletilý zdědil po svém bratrovi Vseslavovi I. Polocké knížectví a po svém dědovi sv. Vladimírovi zdědil v roce 1015 i ukrajinské město Luck. Do roku 1020 se však o jeho dětství nic neví. V roce 1020 nečekaně napadl Novgorod, ale na zpáteční cestě ho přepadl Jaroslav I. Moudrý a jeho vojsko, a tak byl Brjačislav nucen utéci. Jaroslav I. Moudrý jej však v následujícím roce přinutil podepsat mír a věnoval mu Vitebsk a Usvjat. Bez ohledu na mír však boje mezi jeho vojskem a Brjačislavem I. neskončily; Brjačislav I. rozšířil území Polockého knížectví a připojil k němu oblasti kolem řek Desny a Daugavy, kde založil město Brjačislav. Během své vlády neuznával moc Kyjevské Rusi. Je však zajímavé, že v roce 1068 se v kronikách vzpomíná, že kníže měl palác v Kyjevě. V kyjevském Chrámu sv. Sofie se dokonce našly nápisy, které byly interpretovány jako znak knížete Brjačislava. Pokud je tomu tak, poté byl tento kyjevský chrám postaven až po jeho smrti v roce 1044.